# Света Урсула
Света Урсула (лат. за „мала медведица“) је хришћанска светитељка. Римокатоличка црква је уклонила Свету Урсулу из календара светаца 1969, јер за причу о њој не постоје историјски докази. Дан посвећен овој светитељки је, по традицији, 21. октобар. Руска православна црква у Немачкој обележава њен дан 3. новембра. 
Легенда о Светој Урсули, која је без историјских доказа, говори да је она била британска принцеза која је на захтев свог оца, краља Дионотуса од Думоније у југозападној Британији, запловила са 11.000 девица у земљу свога будућег мужа, паганског гувернера Арморике (северозападна Француска). После буре која их је на чудесан начин донела до обале, Урсула се зарекла да ће пре венчања кренути на ходочашће по Европи. Прво је кренула ка Риму где је убедила папу Киријакуса (папа са овим именом није забележен у историји) и Сулпицијуса, бискупа Равене, да се придруже њеном путовању. Девице су кренуле ка Келну који су опседали Хуни. Ту су их Хуни масакрирали. Верује се да је хунски вођа убио Урсулу око 383. године. 
Легенда о Светој Урсули базира се на запису из 4. или 5. века који се налази на цркви Св. Урсуле у Келну. Запис говори о томе да је базилика настала на месту где су свете девице погубљене.
Кристифор Колумбо је назвао Девичанска острва 1493. по легенди о Урсули и 11.000 девица. 
Ред калуђерица Урсулинки основала је Анђела Меричи 1535. 